# Моран, Гасси
Гертруда Aгаста (Гасси) Моран (англ. Gertrude Agusta "Gussie" Moran; 8 сентября 1923, Санта-Моника — 16 января 2013, Лос-Анджелес) — американская теннисистка и спортивный комментатор. Несмотря на успешную любительскую теннисную карьеру (полуфинал чемпионата США в одиночном разряде 1948 и финал в смешанном парном разряде 1947 года, финал Уимблдонского турнира 1949 года в женском парном разряде, место в сборной США в Кубке Уайтмен), Моран была известна в первую очередь как «Прекрасная Гасси» благодаря красивой внешности и своим нарядам, главным образом — кружевным трусикам, в которых она играла на Уимблдоне.

## Биография
Гертруда Агаста Моран родилась в Санта-Монике (Калифорния). Её детство прошло в викторианском особняке на берегу Тихого океана, построенном в конце XIX века её дедом. Отец Агасты (за которой закрепилось ласкательное имя Гасси) был звукооператором в Universal Studios. Когда Гасси начала играть в теннис, отец воспользовался своими связями в мире кино, и девочка получила в партнёры по корту Чарли Чаплина (долгие годы остававшегося её близким другом), Грету Гарбо и Оливию де Хэвилленд
Старший брат Гасси пропал без вести в ходе Второй мировой войны, когда она 17-летней девочкой работала на военном производстве в Douglas Aircraft Company. Это событие на долгие годы определило её поддержку американских вооружённых сил, в том числе в 70-е годы во время кампании во Вьетнаме, где перевозивший её вертолёт был однажды сбит. После Второй мировой войны она трижды на протяжении шести лет выходила замуж — за бывшего пилота британских ВВС, за менеджера транспортной компании и за адвоката, — но ни один брак не продлился больше двух лет.
Начиная с 50-х годов Гасси Моран работала на нескольких телевизионных и радиостанциях Лос-Анджелеса и Нью-Йорка как спортивный комментатор; она в частности вела спортивные программы перед и после игр «Лос-Анджелес Доджерс», хотя, по словам её друга и коллеги Роберта Кана, ничего не понимала в бейсболе. В 1952 году она сыграла саму себя в теннисной комедии «Пэт и Майк» с Кэтрин Хепбёрн и Спенсером Трейси. Она также основала фирму по производству спортивной одежды, но этот бизнес прогорел; позже она в течение двух с половиной лет преподавала в теннисном клубе, основательницей которого была знаменитая теннисистка прошлого Элис Марбл, получая по 6 долларов за получасовой урок. В 1975 году Моран, участвовавшая в праздновании столетия Санта-Моники, была найдена за сценой, на которой проходило выступление оркестра Лоуренса Уэлка, прикованной к стулу, избитой и изнасилованной; этот день полностью выпал из её памяти на семь лет, и даже позже её воспоминания о нём, как и о крушении вертолёта во Вьетнаме, оставались смутными и неполными.
В 1977 году Гасси получила в наследство семейный особняк в Санта-Монике, стоивший больше миллиона долларов, но в 1986 году была выселена из него, не имея средств, чтобы платить налоги. Написанная ей книга о теннисе 40-х и 50-х годов не заинтересовала никого из издателей. Остаток жизни она провела в скромной однокомнатной квартире в обществе четырёх кошек, поддерживаемая немногочисленными друзьями; её последним местом работы был сувенирный магазин в Лос-анджелесском зоопарке. Доживая свой век вдали от мира гламура, Гасси рассказала друзьям, что мечтает хотя бы у себя дома постелить красную ковровую дорожку. Они исполнили её желание, в складчину купив такую дорожку для больницы, куда Гасси легла за неделю до смерти.
В ноябре 2013 года центральный корт теннисного клуба Санта-Моники был назван в честь Гасси Моран.

## Игровая карьера
Гасси Моран начала играть в теннис с 11 лет, хотя долгое время не занималась им всерьёз. Её матчи на теннисном корте у Чаплина были для Гасси скорее развлечением, чем спортом. Тем не менее в конце войны она присоединилась к команде молодых теннисистов, которую собрал тренер Билл Тилден и которая давала показательные выступления на военных базах и в госпиталях в Калифорнии. Она также была членом концертной труппы USO под управлением Джонни Гранта, звездой которой была Энн Шеридан.
Гасси стала постоянной участницей любительских теннисных турниров только в 1947 году, в достаточно зрелом для новичка возрасте, и за первые девять месяцев выступлений выиграла три крупных соревнования. На чемпионате США она с Панчо Сегурой дошла до финала в соревновании смешанных пар. В 1948 году она стала чемпионкой США на хардовых кортах в одиночном и парном разрядах, а на основном чемпионате дошла до полуфинала, закончив год на четвёртом месте в национальном рейтинге Ассоциации лаун-тенниса Соединённых Штатов.
В 1949 году Гасси Моран стала абсолютной чемпионкой США на крытых кортах, победив во всех трёх разрядах. Позже в том же сезоне состоялся дебют Гасси на Уимблдонском турнире. Гасси, обладательница могучего форхенда, обыграла на турнире в Queen’s Club накануне Уимблдона другую ведущую американскую теннисистку Ширли Фрай, но в её прогресс на Уимблдоне вмешалось непредвиденное обстоятельство. К первому дню выступлений она заказала форму у известного спортивного модельера Теда Тинлинга, известного платьями, которые он проектировал для великой Сюзанн Ленглен. Гасси, по собственным воспоминаниям, попросила Тинлинга сшить ей платье с рукавами и юбкой трёх разных цветов, на что модельер ответил: «Вы в своём уме?» Вместо этого Тинлинг предложил Моран платье традиционного для Уимблдона белого цвета, но с укороченным подолом; она согласилась и попросила добавить к платью подходящее нижнее бельё. Результат превзошёл все ожидания: в первом матче Гасси на Уимблдоне все репортёры столпились у корта, пытаясь снимать её с как можно более низких углов (для чего некоторые даже ложились на спину), чтобы на плёнку попали мелькавшие из-под юбки трусики с кружевной каёмкой. Разразился скандал. Тинлинг, больше двадцати лет бывший распорядителем Уимблдонского турнира, был объявлен на нём персоной нон грата, а сама Гасси, обвинённая Всеанглийским лаун-теннисным и крокетным клубом в том, что она вносит в теннис «греховность и вульгарность», не смогла показать ожидавшейся от неё игры и выбыла из борьбы уже в третьем круге. Эту неудачу частично компенсировала успешная игра в женском парном разряде, где Гасси с Пат Тодд дошла до финала, проиграв в итоге безоговорочным фавориткам — Маргарет Осборн-Дюпон и Луизе Бро. Эпизод с кружевным бельём не прошёл бесследно не только для его непосредственных участников: эта тема обсуждалась в британском парламенте, на Уимблдонском турнире был наложен запрет на короткие юбки, а в 1951 году организаторы чемпионата США в Форест-Хиллс запретили кружевное бельё и спортивную форму с глубоким вырезом. В то же время Гасси Моран получила от Академии моды США титул «лучше всех одевающейся спортсменки», а также множество приглашений на вечеринки и конкурсы красоты. В её честь были названы скаковая лошадь, самолёт и ресторанный соус. Через полвека, вспоминая об этом эпизоде, теннисный менеджер Джек Креймер назовёт Моран «Анной Курниковой своего времени».
Любительская карьера Гасси Моран продолжалась ещё год. В августе 1949 года она была приглашена в сборную США на матч Кубка Уайтмен против команды Великобритании и выиграла свою игру в паре с Пат Тодд. В 1950 году она дошла на Уимблдоне до четвертьфинала в одиночном разряде, проиграв там посеянной под вторым номером Маргарет Осборн-Дюпон, и такой же результат показала в женских парах с Пат Тодд и в миксте с Адрианом Квистом. Но уже накануне чемпионата США в том же году она приняла предложение Бобби Риггса, довоенного чемпиона Уимблдона и менеджера профессионального теннисного тура, присоединиться к этому туру. В те годы участниками тура были в основном мужчины, и реклама вокруг участия Гасси в нём была сосредоточена не на её достоинствах как теннисистки, а на истории с кружевными трусиками. Сам этот факт уже не сулил профессиональной карьере Моран ничего хорошего, но ещё не предвещал полного фиаско, которое стало очевидным, когда она сошлась наконец на публике со своей соперницей — Полин Бетц, перешедшей в профессионалы тремя годами раньше. Бетц, четырёхкратная чемпионка США и чемпионка Уимблдона 1946 года, оказалась несравненно сильней Моран, разгромив её в первом матче за 33 минуты со счётом 6-0, 6-3. После этого Риггс лично попросил Полин «быть с Гасси помягче», но это не помогло: разница в классе ощущалась и в дальнейшем. В итоге тур закончился провалом, а Гасси получила лишь небольшую часть из положенных ей по контракту 87 тысяч долларов. Тем не менее и после этого она продолжала периодически участвовать в соревнованиях теннисных профессионалов — вплоть до начала 70-х годов, когда они были допущены к участию в чемпионатах США, ставших открытыми. В 1971 году, в возрасте 47 лет и после более чем 20-летнего перерыва, Прекрасная Гасси вновь вышла на корт в Форест-Хиллс, чтобы принять участие в Открытом чемпионате США.

## Участие в финалах турниров Большого шлема за карьеру (2)

### Женский парный разряд (0+1)
| Результат | Год  | Турнир              | Партнёр  | Соперницы в финале              | Счёт в финале |
| --------- | ---- | ------------------- | -------- | ------------------------------- | ------------- |
| Поражение | 1949 | Уимблдонский турнир | Пат Тодд | Луиза Бро Маргарет Осборн-Дюпон | 6-8, 5-7      |

### Смешанный парный разряд (0+1)
| Результат | Год  | Турнир        | Партнёр      | Соперники в финале     | Счёт в финале |
| --------- | ---- | ------------- | ------------ | ---------------------- | ------------- |
| Поражение | 1947 | Чемпионат США | Панчо Сегура | Луиза Бро Джон Бромвич | 3-6, 1-6      |